# Tommaso De Vio
Tommaso (al secolo Giacomo o Jacopo) De Vio, detto il Cardinal Caetano o Gaetano (Gaeta, 20 febbraio 1469 – Roma, 10 agosto 1534), è stato un cardinale italiano.
Religioso domenicano, fu generale dell'Ordine nel 1508: fu teologo e diplomatico pontificio.

## Biografia

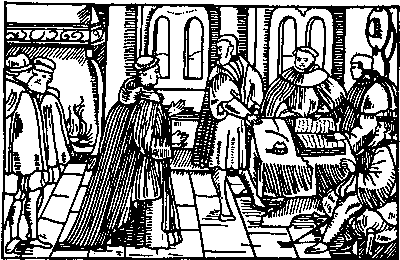
Incontro tra Martin Lutero e il Cajetanus in una stampa d'epoca.

Era figlio di Francesco De Vio e Isabella de Sieri.
Nel 1484 entrò tra i frati Domenicani del convento di Gaeta, dove assunse il nome di Tommaso, e proseguì i suoi studi in teologia e filosofia a Napoli, Bologna e Padova.
Fu professore di teologia presso le università di Pavia e Roma, ed in questo campo acquisì una considerevole fama in seguito ad un pubblico dibattito con Pico della Mirandola nel 1494 a Ferrara.
Dal 1508 al 1518 divenne generale dell'Ordine e consigliere dei papi; nel 1511 dimostrò grande zelo nel difendere i diritti papali contro il Concilio di Pisa, polemizzando contro Jacques Almain in una serie di pubblicazioni che furono messe al bando dalla Sorbona e bruciate per ordine del re Luigi XII di Francia.
Nel 1517 Papa Leone X lo creò cardinale, e nel 1518 fu fatto arcivescovo di Palermo; l'anno seguente, nel 1519, divenne arcivescovo di Gaeta.
Nel 1518 venne inviato in Germania come Legato Apostolico per partecipare alla Dieta di Augusta, si adoperò con profitto per l'elezione di Carlo V d'Asburgo ad Imperatore del Sacro Romano Impero il 28 giugno 1519 (prevalendo sull'altro concorrente Francesco I Re di Francia), e lì cercò di arginare la nascente Riforma protestante di Martin Lutero (12-14 ottobre 1518).
Nel 1519 fece rientro in Roma senza essere riuscito a convincere Martin Lutero ad abbandonare i suoi propositi di Riforma, e aiutò il papa nell'estensione della bolla Exsurge Domine rivolta a contrastare il dilagare della riforma luterana.
Nel 1523 fino al 1524 organizzò la resistenza contro i Turchi in Germania, Polonia e Ungheria.
Nel 1527 venne fatto prigioniero durante il Sacco di Roma dai Lanzichenecchi, inviati in Italia da Carlo V per punire papa Clemente VII per il tradimento della parola datagli, poi venne liberato.
Nel 1534 pronunciò la sentenza definitiva di validità del matrimonio di Enrico VIII e Caterina d'Aragona, rifiutando la dichiarazione di invalidità al sovrano inglese.
Accanto alla produzione teologica, secondo la linee della scuola tomista, Tommaso De Vio si distinse anche come esegeta. Supplì alla sua non-conoscenza dell'ebraico, consultando esperti rabbinici e grazie alla sua familiarità con il testo greco. Tra il 1523 e il 1532 pubblicò in vari volumi una traduzione e commentario letterario della Bibbia che comprende larga parte dell'Antico Testamento e quasi tutto il Nuovo Testamento con l'eccezione dell'Apocalisse di Giovanni. La sua enfasi sulla ricerca del significato letterario del testo lo pone alle origini della moderna tradizione esegetica cattolica.
Morì a Roma nel 1534; la sua tomba è oggi collocata nel vestibolo della Basilica di Santa Maria sopra Minerva.

## Genealogia episcopale
La genealogia episcopale è:
- Cardinale Niccolò Fieschi
- Cardinale Tommaso De Vio, O.P.

## Opere
(elenco parziale)

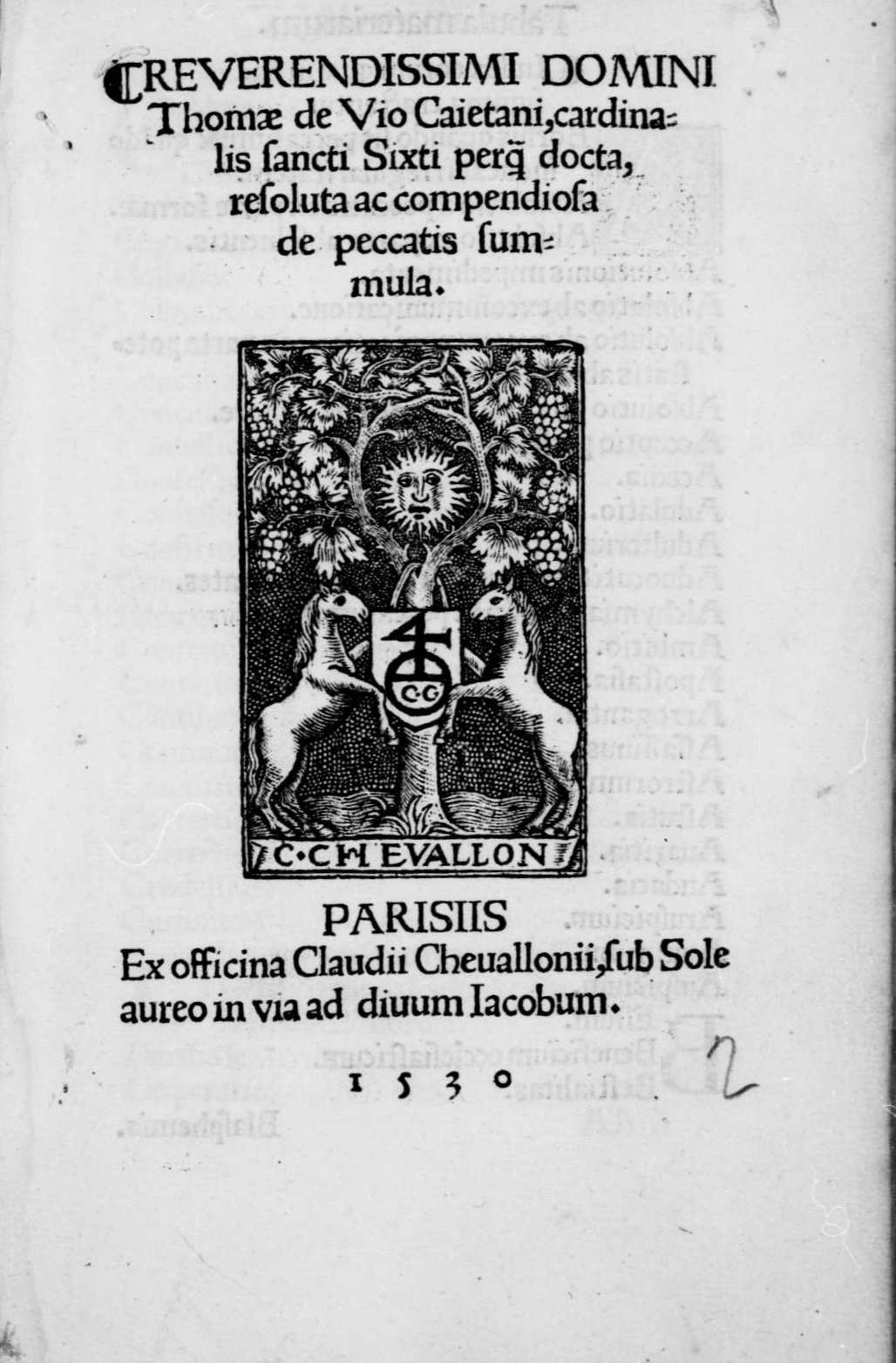
Summula Caietani, 1530

Frontespizio degli Opuscula omnia, 1596

- Commentaria super tractatum De ente et essentia Thomae de Aquino, 1496.
- De nominum analogia, 1498.
- Commentaria in III libros Aristotelis De anima, 1509; 1938.
- (LA) Auctoritas Pape et Concilii siue Ecclesie comparata, Marcello Silber, 1511.
- (LA) Oratio in secunda sessione Concilii Lateranensis, Johann Beplin, 1512.
- (LA) Apologia de comparata auctoritate pape et ecclesie, 1513.
- De divina institutione Pontificatus Romani Pontificis, 1521.
- Jentacula N.T., expositio literalis sexaginta quatuor notabilium sententiarum Novi Test., Roma, 1525.
- (LA) Summula Caietani, Paris, Claude Chevallon, 1530.
- Opuscula omnia, 1530
  - (LA) Opuscula omnia, Lucantonio Giunta, Francesco senese De Franceschi, 1596.
- In Porphyrii Isagogen ad Praedicamenta Aristotelis, 1587; 1934.
- Opera omnia, 5 vol., 1639.
- Scripta philosophica, 6 vol., a cura di P. Zammit, M.-H. Laurent e J. Coquelle, 1934–39.
- De nominum analogia; De conceptu entis, 1934
- De comparatione auctoritatis papae ; Apologia, 1936.